# Saint-Genis-l'Argentière
Saint-Genis-l'Argentière é uma comuna francesa na região administrativa de Auvérnia-Ródano-Alpes, no departamento de Ródano. Estende-se por uma área de 10,65 km². Em 2010 a comuna tinha 1 047 habitantes (densidade: 98,3 hab./km²).